# SAKURA (歌手)
SAKURA（日语：さくら，1971年11月23日—），日本女歌手，出生於瑞士，擁有日本與瑞士的混血。目前，SAKURA是環球音樂旗下的歌手，並開辦一所音樂學校教課。她的演藝生涯主要活躍於關西地區。
1971年，出生於瑞士的SAKURA，童年生活受父母親影響，接觸很多曲風的音樂，但是父親的棄養，大多與母親一起生活。回日本後，SAKURA在神戶就讀於聖米迦勒國際學校、聖母昆仲會國際學校，在這期間開始玩起音樂，並學習吉他，然後到各地參加表演及比賽。高校畢業後，SAKURA飛往美國就讀西雅圖大學。大學畢業後，飛回日本做短暫的上班族以及英語講師，一邊累積演唱的經驗。1995年，開始獨立製作迷你專輯《SAKURA》。1997年加入東芝EMI，發行第一張單曲《SOUL MATE》。隔年，發行第二張個人專輯《Lover Light》。2001年，SAKURA受邀於蕭亞軒而來台灣拍攝MV，兩人合作同曲演唱，在MTV頻道《全球首播》節目中放映。2007年，SAKURA加入環球音樂。

## 作品

### 單曲
- SOUL MATE（1997年10月8日）
- IF YOU LOVE ME（1998年1月16日）
- I believe（1998年7月8日）
- 君のために（1998年11月6日）
- ONLY FOR YOU（1999年1月27日）桜井秀俊(真心ブラザーズ)プロデュース
- Paradise Calling（1999年6月9日）
- Oh I...（1999年11月17日）
- HEART OF GOLD（2000年2月16日）
- Day in,Day out（2000年3月23日）
- コエヲキカセテ（2001年2月16日）
- 光の海（2001年9月27日）
- Flow with me（2002年3月6日）
- ラヴをばらまこう（2002年10月30日）
- LOVE 4 REAL（2003年2月14日）
- GOOD LOVE（2003年5月28日）
- 虹へのプレリュード（2004年2月11日）
- 言の葉（2004年4月28日）
- Oh we Oh（2005年12月7日）
- いつまでも〜すべての人の心へ届けversion〜（2006年11月18日）
- Peace of Mind（2007年5月23日）

### 專輯
- Lover Light（1998年2月18日）
- LOVE ON WINGS（1999年2月24日）
- daylight（2000年4月26日）
- ROOM 508（2000年11月16日）洋楽バラードカバー集
- シシラ（2001年4月11日）
- the star XVII（2002年3月27日）
- Your Favorite SAKURA（2003年3月5日）ベストアルバム
- pua nani（2003年6月25日）
- Lana（2004年6月16日）
- Soul Collection（2005年3月30日）ベストアルバム
- SAKURA SINGS BALLADS-Smooth Side-（2005年5月25日）バラードカバー集
- SOUL ESSENCE（2006年2月8日）
- G.L.M. ～Girl's Life Music～（2007年6月27日）
- Real Love (2009年8月12日)
- Ukulele Love - SAKURA（唱片公司：暂无 发行时间:2011-08-10）
- ゴールデン ベスト - SAKURA（唱片公司：暂无 发行时间:2011年9月21日）

## 外部連結
- SAKURA Official HP]
- SAKURA的BLOG。（页面存档备份，存于）
- LDH 的簡介（页面存档备份，存于）
- Universal Music 的網頁（页面存档备份，存于）